# Rutger IV Kettler zu Assen

Wapen Kettler / von Ketteler

Rutger IV Kettler zu Assen ook bekend als Rutger IV von Ketteler-Assen (1407-) heer van Alt-Assen
Hij was een zoon van Cordt Ketteler zu Assen heer van Melrich en Assen, burgmann te Hovestadt en drost van Hamm (1372-1446) en Elisabeth van Gemen ook genaamd Pröbsting.
In 1440 deelde hij de erfgoederen van zijn vader met zijn oudere broer Goswin I Kettler zu Assen. 
Kettler trouwde met Hille van Penthen / Pernette van Meschede. Hij bewoonde met haar de Burg Alt-Assen. Uit zijn huwelijk zijn de volgende kinderen geboren:
- Gerd Conrad Ketteler zu Alt-Assen (ca. 1445 - ca. 1502)